# Маремуков, Хусен Билялович
Хусен Билялович Маремуков (Мэремыкъуэ Билял и къуэ Хъусен) (12 февраля 1948, с. Кызбурун II (ныне с. Исламей), КБАССР, СССР — 26 мая 2021, г. Нальчик, КБР, РФ) — советский и российский кабардинский певец, народный артист Кабардино-Балкарской Республики и Карачаево-Черкесской Республики.

## Биография
Родился 12 февраля 1948 года в с. Исламей Баксанского района. Во время службы в армии был солистом ансамбля песни и пляски Куйбышевского гарнизона, затем — помощником руководителя ансамбля. С 1966 по 1970 год проходил обучение в Музыкальном училище имени Октябрьской революции города Нальчик. После окончания училища стал артистом хора Музыкального Театра КБАССР.
С 1976 по 1979 год являлся артистом хора Государственного телевидения и радиовещания КБР, с 1779 по 1984 — солистом хора. Также преподавал в музыкальном училище. При комбинате «Эльбрус» Хусен Маремуков основал одноименный народный ансамбль песни и танца «Iуащхьэмахуэ».
Хусен Билялович был солистом-вокалистом Государственной филармонии КБАССР с 1984 по 1990 год. В 1987 году Хусен Маремуков стал музыкальным руководителем и солистом-вокалистом фольклорной группы «Хасэ». В 1990 году перешел в ансамбль адыгских старинных инструментов «Шикапшина», где проработал десять лет. С 2015 года Хусен Билялович был артистом театра в МКУ «Театр эстрады» города Нальчик.
Хусен Маремуков записал более трехсот песен таких авторов, как Хасан Карданов, Джабраил Хаупа, Мухадин Балов, Заур Жириков, Борис Кабардоков, Аслан Дауров, Умар Тхабисимов. В 1990 году получил звание народного артиста Кабардино-Балкарской Автономной Советской Социалистической Республики, а в 2008 году стал народным артистом Карачаево-Черкесской Республики.

### Основные произведения
Альбом «Къафэ, Адыгэ Хэку!» («Танцуй, адыгский край!») (Аслан Дауров, Бетал Бахов, Хамиша Шекихачев, Борис Гедгафов, Алим Ханфенов, Туркбий Кантемиров, Хасан Карданов, Владимир Молов, Абдулчерим Сонов, Хасан Карданов, Чеслав Анзороков, Умар Тхабисимов, Борис Кабардоков, Леонид Шогенов, Мария Виндижева, Мухадин Губжев).

#### В сопровождении народных инструментов и хора и в исполнении Х. Маремукова
1. А псор уэращ (музыка и слова Х. Шомахов, гарм. М Пшихачев)
2. Сатаней (музыка Х. Карданов, слова Б. Гедгафов, гарм. М Пшихачев, габой Б. Кабардоков)
3. Марита (музыка Х. Маремуков, слова А. Шогенов, гарм. М Пшихачев)
4. Къуэ къытхуальхуамэ (музыка Ф. Князев, слова Ф. Канкулов, сопр. М. Пшихачев, П. Алоев)
5. Ечэнджэщ уи напэм (муз.-сл. Б. Бахов, сопр. М. Пшихачев)
6. Хэт усIэщIиха (муз. Х. Карданов, сл. Б. Бахов, сопр. М. Пшихачев, Б. Карагулов)
7. Сыпхуэпэжщ (муз. У Тхабисимов, сл. Х. Шекихачев, сопр. М Пшихачев, П. Алоев, Б. Карагулов)
8. Моя песня (муз. Хасан Карданов, сл. Бетал Бахов, сопр. инс. анс.)
9. Гур къызоджэ (муз. и сл. Х. Шомахов, сопр. М. Пшихачев, Б. Карагулов, Б. Алоев)
10. Красивые глаза (муз. У. Тхабисимов, сл. Б. Гедгафов, сопр. М. Пшихачев, П. Алоев)
11. Свадебная (муз. и сл. Б. Бахов, гарм. В. Макоев, сопр. Д. Согов)
12. Песня о крае (муз. В. Барагулов, сл. Б. Гедгафов, гарм. М. Пшихачев, габой Б. Кабардоков, доол. П. Алоев)
13. Марят (автор Таля Шогенов, исп Х. Маремуков и хор КБ-радио, худ. рук. Б. Мизов, хорм. Х Карданов)
14. КъызжомыIэ (муз. Д. Согов, сл. П. Кажаров исп. Х. Маремуков и хор КБ-радио, худ. рук. Б. Мизов, гарм. М. Пшихачев)

#### Народные песни
1. Гъущ1ыпсэ (каб. нар.- исп. Х. Маремуков)
2. Хэкур добгынэ (каб. нар.- исп. Х. Маремуков)
3. Лабэ (каб. нар. — исп. Х. Маремуков)
4. Песня рабов (каб. нар., исп. Х. Маремуков)
5. Сармахо (каб. нар., исп. Х. Маремуков)
6. Къербэч (каб. нар., исп. Х. Маремуков)
7. Мартина (каб. нар., исп. Х. Маремуков)
8. Хьэтхым и къуэ к1асэм и уэрэд (каб. нар., исп. Х. Маремуков)
9. Купсэ (каб. нар., исп. Х. Маремуков, гарм. М. Пшихачев, бубен П. Алоев)
10. Фатима (муз. нар., сл. К. Жане, исп. Х. Маремуков)
11. Свадебная (каб. нар., исп. Х. Маремуков, сопр. анс. «Шикапшина»)
12. Истамбыл гъуэгу (каб. нар., исп. Х. Маремуков, сопр. симф. орк. госфил. дириж. Б. Темирканов)

#### Избранные песни
1. Листопад (муз. З. Жириков, сл. А. Гергов, сопр. инст. анс.)
2. Опять весна приходит рано (муз. Б. Кабардоков, сл. П. Кажаров, исп. Х. Маремуков, инст. анс., КБ-радио)
3. Дождь идет (муз. Б.Кабардоков, сл. А. Гергов, исп. Х. Маремуков, хор, инст. анс. КБ-радио)
4. Дождь (муз. Бетал Бахов, сл. Хамиша Шекихачев, исп. Х. Маремуков, инст. анс.)
5. Подожди (муз. Х. Карданов, сл. Б Гедгафов, исп. Х. Маремуков, инст. анс. КБ-радио)
6. Если б я смог (муз. Б. Кабардоков, сл. Х. Шекихачев, исп. Х. Маремуков, сопр инст. анс)
7. Си хэку (муз. В. Барагунов, сл. Б. Гедгафов, исп. Х. Маремуков, инст. анс. КБ-радио)
8. Мелодия любви-Лъагъуныгъэм и макъамэ (муз. и сл. А. Шомахов, исп. Х. Маремуков, инст. анс. КБ-радио)
9. Уи цIэр хэт (муз. Ф. Керова, сл. Ю. Карамурзова, исп. Х. Маремуков, инст. анс. КБ-радио)
10. Что написать твоей матери (муз. Б. Бахов, сл. Ю. Карамурзова, исп. Х. Маремуков, сопр. ВИА Согласие)
11. Ечэнджэщ уи напэм (муз. и сл. Б. Бахов, исп. Х. Маремуков)
12. Не обижайте старых (муз. У. Тхабисимов, сл. М. Губжев, исп. Х. Маремуков, инст. анс. КБ-радио)
13. Верность (муз. У. Тхабисимов, сл. Х. Шекихачев, исп. Х. Маремуков, инст. анс. КБ-радио)
14. Красавица Гощагаг (муз. Б. Каширгов, сл. Нури Шогенцуков, исп. Х. Маремуков инст. анс. КБ-радио)
15. Адыгэ пщащэ (муз. К. Докшоков, сл. Т. Кантемиров, исп. Х. Маремуков)
16. Отзовись — Сытым щыгъуэ сыкъэпщ1эну (муз. А. Дауров, сл. М. Добагов Х. Маремуков)
17. Весна (муз. Джабраил Хаупа, сл. Тхагазитов З, исп. Х. Маремуков)
18. Сердце зовёт (муз. и сл. Неизв, исп. Х. Маремуков, сопр. инс. анс. КБ-радио под упр. В. Косовского)
19. Саратина (муз. А. Дауров, сл. А. Хажмастафов, исп. Х. Маремуков, сопр. симф. орк. КБ-госфиларм, дириж. Б. Темирканов)
20. Отчего так день прекрасен (муз. Фоля Кяров, исп. Х. Маремуков, сопр. инс. анс. КБ-радио под упр. Зубера Казакова)
21. Говорят, что любовь возвращается (муз. Шомахов Х., исп. Маремуков Х.)
22. То весна то осень (муз. Б. Кабардоков, сл. Петр Кажаров, исп. Хусейн Маремуков, сопр. инс. анс. под упр. Зубера Казакова)
23. Гухэлъ уэрэд (муз. маст. М. Думанов, сл. З. Каноков, исп. Х. Маремуков)
24. ШIулъэгъум фэкIорэ лъагъу.